# 英語でしゃべらナイト
『英語でしゃべらナイト』（えいごでしゃべらナイト）とは、NHK総合テレビジョンで放送された英語トークバラエティ番組である。本項目では、リメイク版である『実践!英語でしゃべらナイト』についても記述する。
2009年3月までのレギュラー放送のシリーズにおいては、語学教育番組には珍しく教育テレビでの放送ではなかった。

## 概要
2001年と2002年に3回特別番組として放送され、好評だったことを受けて2003年3月31日からレギュラー放送が開始。
毎回スタジオにゲストを招き、海外での体験など英語にまつわるエピソードでトークを繰り広げる。ゲストは俳優、タレント、スポーツ選手、文化人などさまざま。特に世界で活躍する日本人が出演することが多い。海外や日本各地での全編ロケや、会場での公開放送の時もある。
ナレーションは、オープニングタイトル部・パックン英検の一部解説を除いて全て英語（日本語字幕あり）。日本人ゲストの紹介の時、人名は「姓→名」の順で発音も日本語のそれである。スタジオセットは無く、バックはオールCG。
2006年4月7日に、オープニングテーマなどを変更、放送開始を金曜日23:00とする。しかし、教育テレビの『新感覚☆キーワードで英会話』と放送時間が重複し、同年10月からは『キーワードで英会話』を月曜日から木曜日までの放送に変更する。
こうした反省点を踏まえて、2007年4月より放送曜日が再び月曜日に戻り、同時に日本人レギュラーも刷新された。また、教育テレビで姉妹番組『えいごでしゃべらないとJr.』が開始される（事前番組が午前の学校放送枠の中で放送）。
2008年4月、デザイン・オープニングを変更し、英題を「Can you speak English?」から「Communication entertainment for a new era!」に変更する。
このような様々な変更があったものの、前述のような教育テレビにおける語学番組との兼ね合いにより、2009年3月16日をもって放送終了。最終回は「大感謝祭スペシャル」として22:00 - 23:30の拡大版で放送した。以後は単発特番「英語でしゃべらナイト リターンズ」として放送されているほか、時事性を高めた新番組の企画も組まれ、『TOKYO ニュースREMIX』として、この番組でナレーションを務めたジョン・カビラと実弟の川平慈英が出演した。
2009年5月29日
2009年12月17日、18日
2010年3月
この時は福岡局開局80周年企画として九州大学で収録。福岡県内向けに放送されたスポットでは、渡邊佐和子が放送で述べている80周年キャッチコピー「でも、まいにち、新しい。」を、パックンは“But there is something new everyday.”と訳し、収録に参加した学生らに復唱させた。ゲストは石田純一。
2008年1月2日放送の『英語でしゃべらナイト 新春SP』では、衆議院議員麻生太郎が出演した。また、以前レギュラー出演していた釈由美子と松本和也が再び出演した。
2011年4月より「実践！英語でしゃべらナイト」のタイトルに改め、チャンネルをNHK教育テレビジョンに移して復活することになった。ビジネス向きの実践的な内容に衣替えする。

## 放送時間
- 2003年3月31日 - 2006年3月：月曜日 23:15 - 23:45
- 2006年4月 - 2007年3月23日：金曜日 23:00 - 23:30
- 2007年4月 - 2009年3月
  - 総合テレビ
本放送：月曜日 23:00 - 23:30、再放送：同週金曜日 3:10 - 3:40（木曜深夜）・同週金曜日 15:15 - 15:45
  - BS 2
木曜日 8:30 - 9:00のみ。再放送は無し。難視聴解消を目的とした放送である。

NHKワールド・プレミアム
- 2009年5月29日：22:45 - 23:30
- 2009年12月17日 - 18日：22:45 - 23:30

## 出演者

### レギュラー
2001年度・2002年度
- 菊川怜 - 番組がレギュラー放送となった2003年以降はゲスト出演している。

2003年度 - 2006年度
- 釈由美子
- パトリック・ハーラン
- 松本和也（当時：NHKアナウンサー）
- 越智千恵子（当時：河辺千恵子）（2005年度から） - 準レギュラー

2007年度 - 2010年度
- 押切もえ
- 八嶋智人
- パトリック・ハーラン
- 青井実（当時：NHKアナウンサー）

単発番組も含む。
2011年度以降
- パトリック・ハーラン
- 青井実

### ナレーション
- ジョン・カビラ（単発時代 - 2006年9月、2008年4月 - ）
- クリス・ペプラー（2006年10月 - 2008年3月17日、2009年3月16日）

## コーナー
セレブインタビュー
外国のセレブリティにレギュラー出演者などが通訳なしでインタビューする。
パックン英検
ある英単語についてパックンが英語で説明し、その英単語が何かを出演者が当てるクイズ。
八嶋の楽屋
八嶋が自身の楽屋の電話で謎の女性、アリスにたじたじとなりながら会話をする。視聴者にも字幕は出ず、「何を言っているのか考えてください。」と表示され、リスニングの力を鍛えられる。
丸の内ZEN（禅）問答
2011年度の実践編からのミニコーナー。パックンが出題する英文を青井が回答する。

## テーマ曲
- ビートルズ『Help!』（2003年4月 - 2006年3月）
- LOVE PSYCHEDELICO『Help!』（2006年4月 - 2007年3月）
- BONNIE PINK『MAGICAL MYSTERY TOUR』（2007年4月 - 2008年3月） 
ビートルズ『MAGICAL MYSTERY TOUR』をカバー。
- ビートルズ『Lady Madonna』（2008年4月 - ）
- ビートルズ『A Hard Day's Night』

## 書籍
- NHK英語でしゃべらナイト（2004年9月創刊 ・ 隔月刊（奇数月）発売、株式会社アスコム取り扱い）

## 関連番組
- えいごでしゃべらないとJr.（NHK教育）
- e-STATION
J-WAVEとかつて1度コラボレーションをしたことがあり、釈・パックン・松本が出演[注 4]。